# Eric-Warburg-Brücke

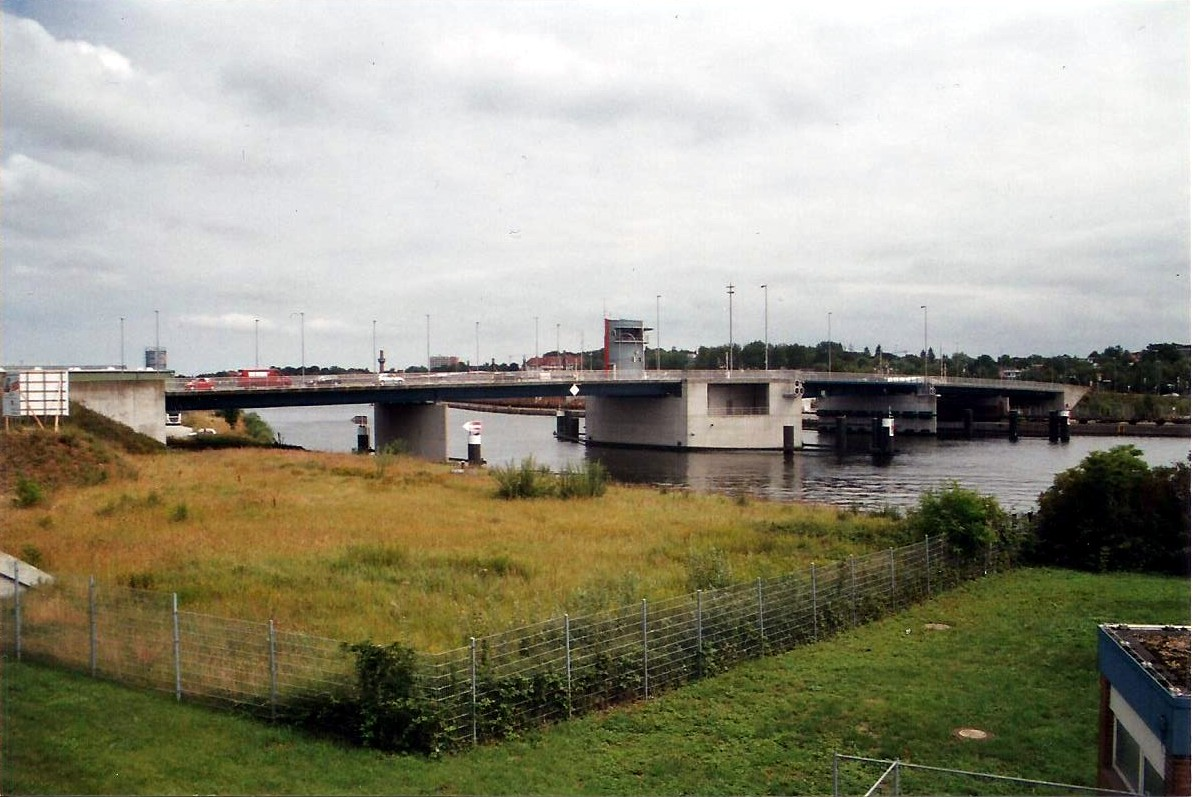
Die Eric-Warburg-Brücke im August 2015, nachdem weitere Lampen auf ihr installiert wurden

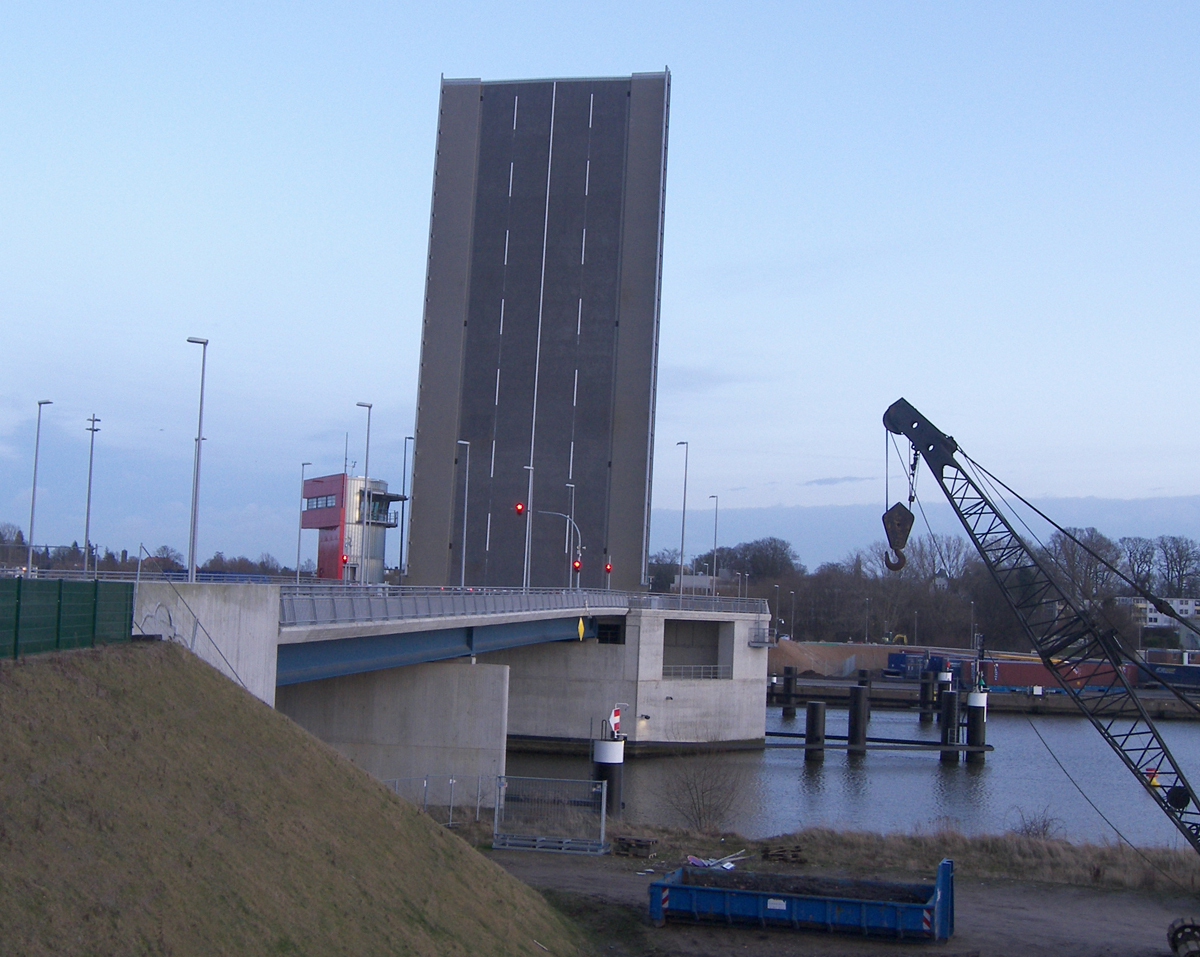
Eric-Warburg-Brücke

Die Eric-Warburg-Brücke ist eine Klappbrücke am Rand der Lübecker Altstadt. Sie entlastet als der wesentliche Teil der Lübecker Nordtangente über die Trave den Straßenverkehr im Bereich des Weltkulturerbes.

## Planung und Bau
Schon während des Kanalbaus im 19. Jahrhundert beteiligte sich der Lübecker Baudirektor Peter Rehder intensiv an den Verhandlungen über die Erbauung des neuen Hauptbahnhofes. Seine Pläne waren darauf ausgerichtet, die durch die Hafen- und Bahnhofsbauten freiwerdenden Ländereien für den Staat nutzbar zu machen. Sein Projekt zur Erbauung einer Hochbrücke in Höhe der Stuckfähre, das ist auf dem heutigen Werksgelände der Mühlenwerke H. & J. Brüggen in Höhe des 1923 errichteten Silos neben der Schwedischen Kirche in Richtung Burgfeld, im Zuge einer zukünftigen Ringstraße scheiterte jedoch an der Bürgerschaft.
Die neue Brücke verbindet den im Nordosten der Altstadt gelegenen Stadtteil St. Gertrud im Zuge der sogenannten Nordtangente mit dem im Nordwesten der Altstadt gelegenen Stadtteil St. Lorenz-Nord. Sie ergänzt das Ringstraßensystem zwischen A 1/Schwartauer Allee und Travemünder Allee. Die Brücke wurde am 10. März 2008 für den öffentlichen Fahrzeugverkehr freigegeben. 
Die Durchfahrtbreite für die Schifffahrt beläuft sich auf 37,5 Meter, die Durchfahrtshöhe auf 6 Meter unter der ungeöffneten Klappe (bei Mittelwasser), 7 Meter im Nebentor der Brücke.

## Namensgeber
Namensgeber ist der Hamburger Bankier Eric M. Warburg, dessen Familie noch heute die Privatbank M. M. Warburg & CO führt. Er hatte sich im Zweiten Weltkrieg dafür eingesetzt, dass Lübeck durch die Einschaltung des Internationalen Komitees vom Roten Kreuz unter seinem Schweizer Präsidenten Carl Jacob Burckhardt von weiteren Bombenangriffen nach dem vom 29. März 1942 verschont wurde.

## Nachweise
1. ↑  Jan Zimmermann: St. Gertrud 1860-1945. Ein photographischer Streifzug. Bremen 2007, S. 102 ff. ISBN 978-3-86108-891-2
2. ↑   Wilhelm Dahms: Oberbaudirektor Dr.-Ing. P. Rehder. In: ‚‘Vaterstädtische Blätter‘‘, Jahrgang 1910, Nr. 30, Ausgabe vom 24. Juli 1910, S. 117–118.
3. ↑  Meldung auf HL-live.de